# Płonąca żyrafa (obraz)
Płonąca żyrafa – obraz olejny hiszpańskiego malarza surrealisty Salvadora Dalego.

## Opis obrazu
Obraz jest niewielki, wtłoczony w ciasne ramy. Na pierwszym planie znajduje się irracjonalna postać kobiety umiejscowiona na zalanym niebieskim światłem pustkowiu. Kościste ciało oblepione cienką tkaniną wydaje się znajdować w stanie rozkładu, z jej pleców wystają dziwne maczugi o fallicznym kształcie podparte inwalidzkimi kulami. Wyciągnięte ręce o pozbawionych skóry dłoniach szukają oparcia w przestrzeni. Z ciała kobiety wystają półotwarte, puste szuflady.
Na drugim planie, w głębi pustkowia stoi inna żeńska postać zbliżona wyglądem do pierwszej. Z jej pleców również wystaje szereg tajemniczych maczug, a z głowy wyrastają jarzące się gałęzie. W prawej ręce kobieta ma czerwoną szarfę, uniesioną do góry jakby na znak zwycięstwa.
Tytułowa płonąca żyrafa stoi na dalszym planie z lewej strony, płomienie unoszące się z jej ciała rzucają długie cienie, które podkreślają niesamowitość sceny i jałowość krajobrazu. Obok obojętnej na płomienie żyrafy znajduje się jeszcze jedna niewielka postać, która podobnie jak pozostałe zdaje się nie zauważać tego, co wokół nich się dzieje.

## Interpretacja
Obraz Płonąca żyrafa reprezentuje typową dla surrealizmu próbę zgłębienia najciemniejszych obszarów podświadomości człowieka. Dzieło jest niejednoznaczne, a interpretacja treści może przebiegać wielowarstwowo. Przedstawione istoty ulegają procesowi destrukcji, który może oznaczać nietrwałość ludzkiego życia, fascynację śmiercią czy też typowe dla autora przekonanie, że cywilizacja ludzka osiągnęła stadium upadku i rozpadu. Demoniczne maczugi wystające z pleców żeńskich postaci podparte są inwalidzkimi kulami, które są częstym rekwizytem w twórczości artysty. Dali jako dziecko miał erotyczne fantazje związane z kulami i stanowiły one dla niego swoisty fetysz. Pozbawiony roślinności krajobraz nawiązuje do faktycznych krajobrazów północnej Hiszpanii, a wystające z ciała pierwszoplanowej postaci szuflady są oczywistym nawiązaniem do freudowskiej psychoanalizy.
Według krytyka Williama Rubina Dalí uporczywie i przesadnie doszukuje się w głębi własnej podświadomości męskich obaw przed kastracją, impotencją, onanizmem czy nawet koprofilią. Sam twórca mówił o upiornym seksapilu rozczłonkowanych kobiet i widział w swoich obrazach alegorię psychoanalizy. Pisał: z jakąż narcystyczną satysfakcją wyczuwamy niezliczone wonie, jakie wydobywają się z naszych szuflad czy tajemnych schowków, a swoją żyrafę nazwał męskim, kosmicznym potworem apokalipsy.

## Nawiązania
W 1958 Stanisław Grochowiak w tomiku Menuet z pogrzebaczem wydał wiersz będący interpretacją obrazu Salvadora Dalego. Wiersz uznawany jest za czołowy utwór nurtu turpistycznego.